# Sushi Ramen Riku
 (juillet 2023).
 (juillet 2023).
Sushi Ramen Riku (すしらーめん《りく》), né le 30 mai 1999 à Tokyo, de son vrai nom Riku Horiuchi, est un Youtubeur et producteur de télévision japonais. Il a travaillé pour la société de labels Uuum Co. Sa chaîne compte plus de 5 millions d'abonnés. Elle a été récompensée d'un YouTube Play Button en argent et en or . Son nom est une référence à ses deux plats favoris: les sushis et le rāmen,.
Les vidéos de Riku présentent généralement des cascades ou des expériences autour de machines conçues pour faciliter les tâches du quotidien (par exemple, pour enlever son pantalon à l'aide d'air sous pression) ou pour battre des records du monde insolites (comme en utilisant une énorme fronde élastique pour se catapulter depuis une chaise de bureau). Riku filme également des pranks fait aux membres de sa famille. 

## Biographie
Riku commence à réaliser des vidéos YouTube au collège. Il fait alors partie d'un groupe appelé « Sushi Ramen » avec quelques camarades de classe. Après avoir obtenu son diplôme, il fréquente un lycée où il fait ses vidéos avec différents camarades de classe, puis commence à travailler seul, tout en gardant le même nom. Après avoir obtenu leur diplôme, Riku et ses amis se voient interdire la diffusion de vidéos montrant leurs écoles respectives[pourquoi ?], ce qui conduit au masquage de plusieurs de leurs vidéos. Il ouvre sa chaîne principale, Sushi Ramen Riku, le 23 octobre 2013. Le 21 mai 2015, il ouvre une chaîne secondaire, appelée Sushi Ramen 2d.